# Bessebostad
Bessebostad est une localité du comté de Troms, en Norvège.

## Géographie
Administrativement, Bessebostad fait partie de la kommune de Harstad.